# Baia de Arieș
Baia de Arieș (węg. Aranyosbánya, niem. Offenberg) – miasto w Rumunii, w okręgu Alba. Według danych spisowych z roku 2011 liczyło 3461 mieszkańców.

## Demografia
Skład etniczny według spisu z 2011 roku:
- Rumuni – 3354 (96,9 %)
- Węgrzy – 17 (0,49 %)
- nieokreślona przynależność – 85 (2,46 %)